# Synegia uniformis
Synegia uniformis là một loài bướm đêm trong họ Geometridae.